# Owen Flanagan
Pour les articles homonymes, voir Flanagan.
Owen Flanagan, né en 1949, est professeur de philosophie et de neurobiologie à l'université Duke. Ses travaux portent sur la philosophie de l'esprit, la psychologie, l'éthique, ainsi que certaines « lectures » du bouddhisme et de l'hindouisme. Ce dernier champ de recherche l'a conduit à un engagement auprès du Mind and Life Institute. En ce qui concerne la théorie générale de la conscience Flanagan représente une position naturaliste ce qui signifie que les phénomènes mentaux peuvent être entièrement expliqués dans le cadre d'une conception matérialiste.
Flanagan a également travaillé sur les questions d'éthique. De 1993 à 1994, Flanagan a été président de la Society for Philosophy and Psychology (Société de philosophie et de psychologie).